# Handball Manager
Handball Manager, plus connu en France sous le nom de LNH Handball Manager, est une série de jeux vidéo édité en France par GOST Publishing.
Ce jeu, approuvé par Daniel Costantini en France et par Heiner Brand en Allemagne (les deux hommes sont d'ailleurs sur les pochettes des jeux de leur pays respectif), est le premier jeu vidéo commercial de handball.
À l'instar des jeux de management de football tel que Football Manager par exemple, Handball Manager plonge le joueur dans le rôle d'un entraineur de club de handball.

## Les jeux

### En France
- Handball Manager 2006 - 2007 (préversion)
- LNH Handball Manager 2007 sorti le 27 octobre 2006
- LNH Handball Manager 2008 sorti le 2 novembre 2007
- Handball Manager 2008 - 2009 sorti le 18 novembre 2008

### En Allemagne
- Handball Manager 2005 - 2006 sorti en 2005
- Handball Manager 2007 sorti en 2006
- Handball Manager 2008 sorti le 11 octobre 2007

## Note
Il existe en Allemagne un autre jeu de management de handball appelé Heimspiel – Handballmanager 2008 sorti le 29 août 2007 et recommandé cette fois par Stefan Kretzschmar présent également sur la pochette du jeu.